# 조겐 (가마쿠라 시대)
조겐(承元, じょうげん)은 일본의 연호(元号) 중 하나이다.
- 전후 : 겐에이(建永) 이후 - 겐랴쿠(建暦) 이전.
- 시기 : 1207년 ~ 1210년
- 천황 : 쓰치미카도 천황, 준토쿠 천황
- 인세이 : 고토바 상황
- 쇼군 : 가마쿠라 막부의 미나모토 노 사네토모
- 싯켄 : 호조 요시토키

## 개원(改元)
- 겐에이 2년 10월 25일(율리우스력 1207년 11월 16일), 개원.
- 조겐 5년 3월 9일(율리우스력 1211년 4월 23일), 겐랴쿠로 개원된다.

## 출전
『통전(通典)』의 「古者祭以首時，薦用仲月。近代相承，元日奏祥瑞，二月然後告於廟。」

## 조겐 시기에 일어난 일
- 4년
  - 준토쿠 천황이 즉위.

## 서력과의 대조표
| 조겐 | 원년   | 2년    | 3년    | 4년    | 5년    |
| ---- | ------ | ------ | ------ | ------ | ------ |
| 서력 | 1207년 | 1208년 | 1209년 | 1210년 | 1211년 |
| 간지 | 정묘   | 무진   | 기사   | 경오   | 신미   |

## 같이 보기
- 일본의 연호 일람

| 이전 겐에이 | 일본의 연호 1207년 ~ 1211년 | 다음 겐랴쿠 |